# Rãnh Yap

Bản đồ các mảng kiến tạo, với mảng Philippin màu đỏ và mảng Thái Bình Dương màu vàng ở mé trái bản đồ

Rãnh Yap là một rãnh đại dương gần đảo Yap ở miền tây Thái Bình Dương. Rãnh này tạo thành một phần của Vành đai lửa Thái Bình Dương giữa quần đảo Palau và rãnh Mariana. Nó kéo dài khoảng 650 km (400 dặm Anh) và nằm ở độ sâu khoảng 8.527 m (27.976 ft) tại điểm sâu nhất của nó.

## Địa lý
Rãnh đại dương này nằm trong khoảng từ bồn địa Philippin ở phía bắc, rãnh Mariana ở phía đông bắc, quần đảo Caroline ở phía đông, bồn địa Tây Caroline ở phía nam, rãnh Palau ở phía tây nam và đảo Yap ở phía tây. Tọa độ địa lý của nó khoảng 8-11 ° vĩ bắc và 138-139 ° kinh đông.

## Địa chất
Rãnh Yap tạo thành phần phía đông nam trong đường phân giới biển sâu của mảng Philippin ở phía tây và mảng Thái Bình Dương ở phía đông.